# Katarina Aleksandrijska
Katarina Aleksandrijska, tudi Katarina Sinajska ali kar sveta Katarina, egipčanska devica ter mučenka in svetnica, * okrog 282, Aleksandrija, † okrog 307, Aleksandrija, Egipt.

## Življenjepis
Rojena je bila okrog leta 282 v Aleksandriji, kjer naj bi tudi umrla mučeniške smrti v prvih letih 4. stoletja (najbrž leta 307). Njeno truplo naj bi angeli takoj odnesli na goro Sinaj, kjer sta iz njenega groba pritekla mleko in olje s čudežno zdravilno močjo.

### Legenda – pasijon
Najstarejše poročilo o njenem mučeništvu je pasijon iz 6. ali 7. stoletja, ki ima izrazito legendarni značaj. Legendo o sv. Katarini so v Evropo prinesli križarji v 11. stoletju. Ljudstvo je to svetnico ob Barbari in Marjeti, drugih dveh svetnicah z Vzhoda, uvrstilo med pomočnike v sili. O razširjenosti češčenja sv. Katarine na Slovenskem govori dejstvo, da ji je na slovenskih tleh posvečenih 35 cerkva, od tega 29 podružnic. Spomin na sveto Katarino je ohranjen tudi v slovenskih legendah in v ljudski pesmi.

### Katarinin upor češčenju malikov
Pasijon pripoveduje, da je cesar Maksencij ali Maksimin ob odhodu iz Aleksandrije ukazal, da morajo vsi prebivalci žrtvovati bogovom bike in ptice. Katarina, ki je bila kraljevskega rodu, je odšla s svojimi služabniki v svetišče, da bi spodbudila kristjane k zvestobi. Cesar jo je poklical na odgovor in Katarina mu je pogumno dejala: »Zakaj pogubljaš ljudi s češčenjem malikov? Uči se spoznavati Boga, stvarnika sveta, in njegovega edinega sina Jezusa Kristusa, ki je s križem rešil človeštvo pekla!« Cesar jo je ukazal privesti k sebi v palačo. Poklical je modroslovce in govornike, da bi Katarino odvrnili od krščanstva. Katarina pa je znala tako prepričljivo govoriti o krščanski veri, da je vse tiste cesarjeve modrijane spreobrnila.

## Smrt in češčenje

### Mučeništvo
Ko cesar zlepa ni mogel nič doseči, ji je zagrozil s kaznimi. Vrgel jo je v ječo, kjer jo je obiskal Kristus in ji je golob prinašal hrano. Tudi ječa Katarine ni uklonila, zato jo je cesar obsodil na smrt s kolesi: ostri noži na kolesu naj bi jo razrezali. Toda to se ni zgodilo: kolo se je razletelo. Po njeni čudežni rešitvi sta se za Katarino zavzela cesarica in visoki dvorjan Porfirij. Oba sta se spreobrnila h krščanstvu in pretrpela mučeniško smrt. Z obglavljenjem naj bi usmrtili tudi Katarino. Ko so jo peljali iz mesta, je molila za vse verne in Bog ji je govoril iz oblaka. Ko so ji odsekali glavo, je brizgnilo iz njenega vratu mleko namesto krvi. Angeli so njeno truplo brž odnesli na goro Sinaj, kjer danes stoji znameniti samostan svete Katarine.

### Svetišče treh verstev
Egiptovski predsednik Anvar Sadat je poleg tega samostana 19. novembra 1979 začel gradnjo velikega verskega središča za tri enobožne religije: krščansko, židovsko in muslimansko, z željo, da bi ta kraj, kjer je Bog v Stari zavezi izročil Mojzesu deset zapovedi, postal prostor molitve in češčenja edinega pravega Boga.

### Zavetnica
Sveta Katarina Aleksandrijska je zavetnica deklet, mladine, tiskarjev, filozofov in učenjakov. Priporočajo se ji ob migrenah, boleznih jezika, pri iskanju utopljencev ter za srečno zadnjo uro. Med posamezniki, ki jo častijo kot zavetnico, so: neporočena dekleta, delavci, ki pri delu uporabljajo kolesa (lončarji, brusilci nožev, strojarji, kolarji, tkalci, mlinarji), arhivarji, pleskarji, vzgojitelji, pravniki, odvetniki, knjižničarji, knjigarnarji, mehaniki, klobučarji, dekle, bolniške sestre, modrijani, modroslovci, pridigarji, šolarji, učenci, dijaki, pisarji, tajniki, stare device, stenografi, študentje, bogoslovci in teologi. Med ustanovami, ki jo imajo za svojo zavetnico, so pariška univerza ter zavodi Balliol, Massey, Żejtun, Żurrieq, Santa Catalina, San Pablo City na Filipinih in Aalsum na Nizozemskem.

### Pomen in pogostnost imena
Med sto najpogostejšimi slovenskimi imeni je bilo leta 1980 ime Katarina na 30. mestu. Poleg Katarine so najbolj znane različice Katja, Katica, Kati, malo manj pa Katka, Katika, Katinka, Katra, Katrina, Kata, Katalin, Katija, Katjuša. Korenina imena Katarina je grška beseda »katara«, kar pomeni »čista«. 
»Ali bi hodile pokonci naše Katarine, ko bi vedele, kaj se skriva za tem plemenitim imenom!« začenja pisateljica Zora Tavčar svoj duhoviti sprehod med ženskami s tem imenom v svoji knjigi Poklical si me po imenu.